# Antonin (Poznań)
Antonin – zespół kilku odosobnionych zabudowań w Poznaniu, na północ od Antoninka, a na zachód od Zielińca i Główieńca.
Włączony do miasta 1 stycznia 1951. Uprzednio był osiedlem w gromadzie Nowa Wieś, w gminie Swarzędz.
Antonin położony jest w środku kompleksów leśnych, przy ul. Bałtyckiej (droga krajowa nr 92), w miejscu, gdzie styka się ona z ulicami Leśną i Borowikową (z uwagi na duży ruch samochodowy, zamontowano tu sygnalizację świetlną). W obrębie Antonina położony jest Gościniec Lizawka i strzelnica myśliwska. Na południe od Antonina znajduje się Wiadukt Antoninek oraz fabryka Volkswagen Poznań.